# Twaalfstedentocht
De Twaalfstedentocht is een legendarische schaatstocht over 320 km langs twaalf steden in Noord-Holland en is de eerste langeafstandsschaatstocht in de geschiedenis. De tocht is slechts tweemaal in de geschiedenis verreden. De eerste maal werd deze tocht verreden in 1676 door vier Zaankanters en pas in 1822 werd de tocht een tweede maal verreden door de gebroeders Oostindië.
De route komt langs de steden Haarlem, Amsterdam, Weesp, Naarden en Muiden en vervolgens via Pampus naar Monnickendam, Edam, Purmerend, Hoorn, Enkhuizen, Medemblik en Alkmaar.
Behalve de lengte van het parcours maakt vooral de natuur de tocht uitzonderlijk. Het Markermeer bevriest in de mate dat men erop kan schaatsen alleen tijdens strenge winters. In de zeventiende en negentiende eeuw was het water nog zout en was er getijdenwerking (Zuiderzee), wat nog veel kouder weer vereiste dan tegenwoordig.

## Edities

### 1676
1676 was een winter met zware vorst. Nadat zelfs het Haarlemmermeer en delen van de Zuiderzee waren dichtgevroren kregen vier inwoners van Koog aan de Zaan: molenaar Claas Arisz. Caeskoper, Meindert Arendsz, Jacob Blauw en Jacob Buur het idee om een langeafstandstocht te houden op de schaats. In de twee weken daarvoor had Claas Caeskoper al bijna dagelijks een schaatstocht door Noord-Holland gemaakt in onder andere Amsterdam, Assendelft, de Wijk (Beverwijk) en Oostzaan. Vanaf 13 december begon het hard te vriezen en reed hij naar Amsterdam, Medemblik en naar Alkmaar. Om vier uur 's ochtends op 19 december vertrekken zij vanuit hun woonplaats. 16,5 uur en 320 kilometer later keerden zij terug in Koog aan de Zaan na 12 steden te hebben aangedaan. Claas Caeskoper hield een dagboek bij en schreef:
“19 december. Zwak windje. Over de Zaan ben ik in compagnie met Meindert Arendsz, Jacob Blauw en Jacob Buur ’s morgens om 4 uur in heldere maneschijn op de schaats uitgereden (…). Naar Haarlem, van daar naar Amsterdam, van daar naar Weesp, naar Naarden, naar Muiden, over Pampus naar Monnikendam, naar Edam, door Purmerend tot Oudendijk, waar wij omstreeks 1 uur voor de eerste keer pleisterden. Vandaar verder naar Hoorn, naar Enkhuizen, naar Medemblik, naar Alkmaar, waar wij nogmaals pleisterden, en van daar weer terug naar huis. Toen wij net van Alkmaar weg waren begon het te sneeuwen. Omtrent half 9 ’s avonds waren wij weer thuis. (…)”

### 1822
In 1822 volbrachten de broers Klaas Oostindië en Willem Oostindië uit Koog aan de Zaan de tweede officieuze Twaalfstedentocht. Zij stapten op 29 december 1822 om kwart over drie op de schaats. De broers kampten met een harde zuidoostenwind, bomijs en moesten veel klunen. Ze legden de tocht af in 24 uur en 15 minuten. Dankzij uitvoerige notities van de broers is het verslag van die tocht bewaard gebleven.